# Palluau-sur-Indre
Palluau-sur-Indre ist eine französische Gemeinde mit 789 Einwohnern (Stand: 1. Januar 2022) im Département Indre in der Region Centre-Val de Loire; sie gehört zum Arrondissement Châteauroux und zum Kanton Buzançais. Die Einwohner werden Palludéens genannt.

## Geografie
Palluau-sur-Indre liegt etwa 35 Kilometer nordwestlich von Châteauroux an der Indre. Umgeben wird Palluau-sur-Indre von den Nachbargemeinden Saint-Médard im Norden und Nordwesten, Préaux im Norden, Villegouin im Osten und Nordosten, Saint-Genou im Osten und Südosten, Arpheuilles im Süden, Clion im Westen und Südwesten sowie Le Tranger im Westen und Nordwesten.
Durch die Gemeinde führt die frühere Route nationale 143.

## Bevölkerungsentwicklung
| Jahr                       | 1962 | 1968 | 1975 | 1982 | 1990 | 1999 | 2006 | 2018 |
| Einwohner                  | 1289 | 1154 | 1028 | 1017 | 905  | 828  | 796  | 790  |
| Quellen: Cassini und INSEE |      |      |      |      |      |      |      |      |

## Sehenswürdigkeiten
- Kirche Saint-Laurent, im 11. Jahrhundert erbaut, im 15. Jahrhundert umgebaut, Monument historique seit 1945/2013
- Schloss Palluau-Frontenac mit Parkanlagen und Kapelle, Monument historique
- Priorei Saint-Laurent
- Château de la Joubardière

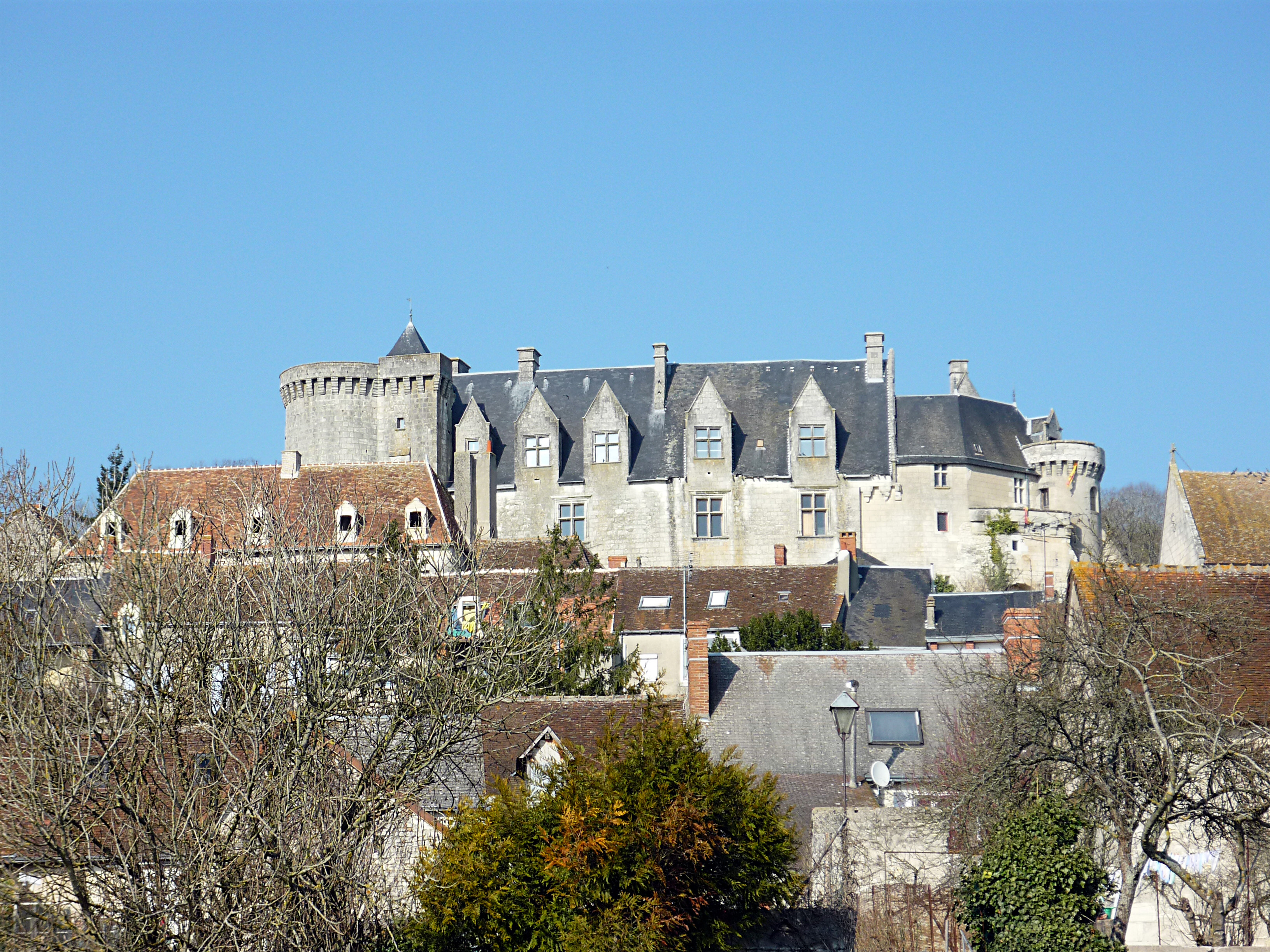
Schloss Palluau
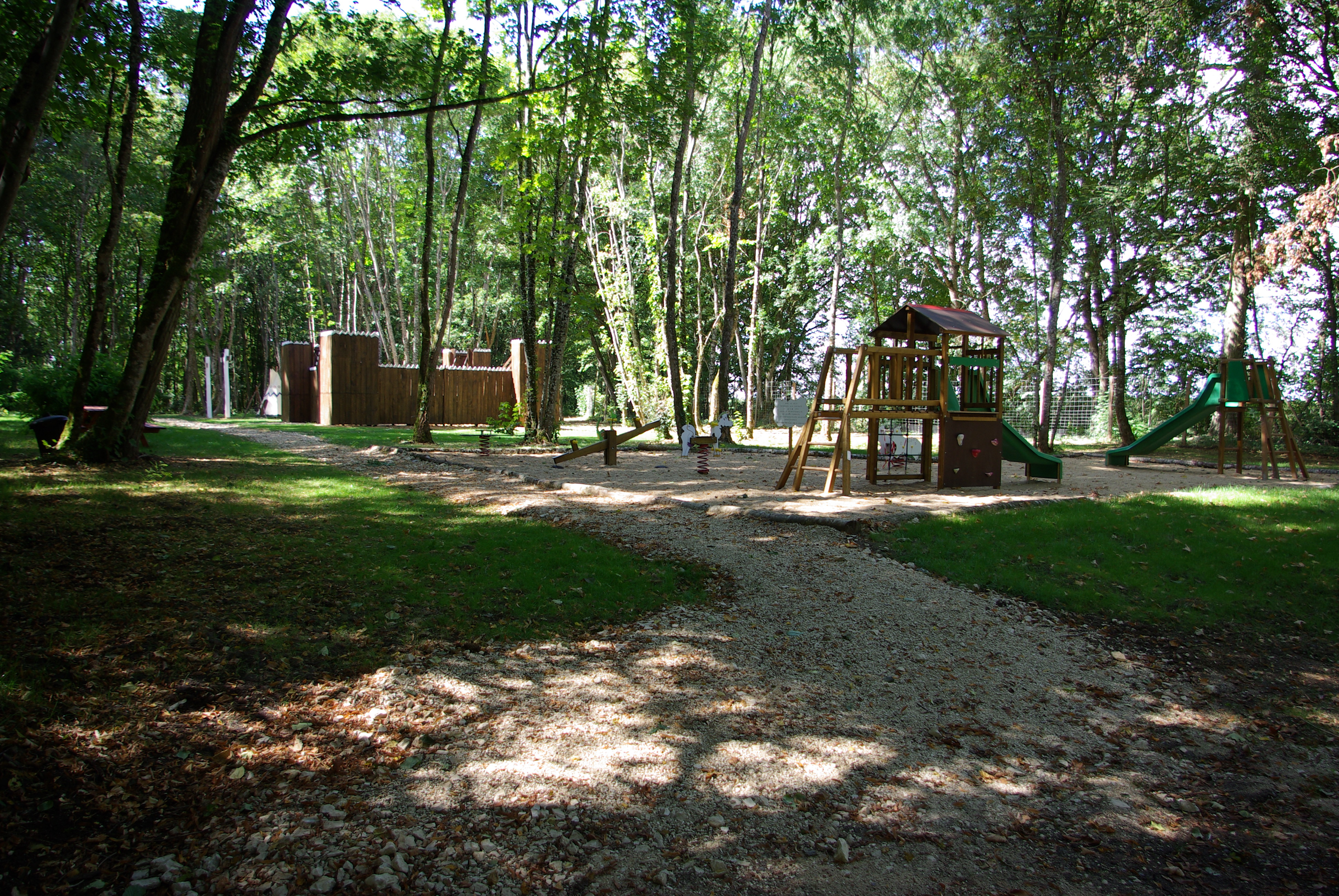
Parkanlagen